# Dąbrowa Mała (województwo kujawsko-pomorskie)
Dąbrowa Mała – wieś w Polsce położona w województwie kujawsko-pomorskim, w powiecie inowrocławskim, w gminie Rojewo.

## Podział administracyjny
W latach 1975–1998 miejscowość administracyjnie należała do województwa bydgoskiego.

## Demografia
Według Narodowego Spisu Powszechnego (2011) wieś liczyła 10 mieszkańców. Jest zdecydowanie najmniejszą miejscowością gminy Rojewo (druga spośród najmniejszych wsi, Jurancice, liczą 42 mieszkańców).

## Położenie
Dąbrowa Mała to wieś niesołecka usytuowana na południowym skraju Puszczy Bydgoskiej, na północno-zachodnim skraju gminy Rojewo w powiecie inowrocławskim. Od zachodu graniczy z Chrośną (gmina Solec Kujawski, od wschodu z Osiekiem Wielkim i Zawiszynem (gmina Rojewo), a od południa poprzez pas lasu z Dąbrową Wielką (gmina Nowa Wieś Wielka).
Pod względem fizyczno-geograficznym leży w obrębie Pradoliny Toruńsko-Eberswaldzkiej w mezoregionie Kotlina Toruńska.

## Charakterystyka
Dąbrowa Mała to niewielka wieś, położona w enklawie pośród Puszczy Bydgoskiej. Znajduje się w obrębie ostańców erozyjnych kęp morenowych w obrębie Kotliny Toruńskiej, które ciągną z zachodu na wschód od Dobromierza, poprzez Dębinkę, Leszyce i Chrośnę. W związku z tym notuje się tu lepsze gleby, niż typowe dla Puszczy Bydgoskiej piaski wydmowe. Zajmowane przez wieś obniżenie odwadnia Kanał Chrośniański uchodzący do Zielonej Strugi. Bór sosnowy na północ i południe od wsi porasta pas wydm śródlądowych o wysokości względnej dochodzącej do 15 m.

## Historia

### Wiek XVIII
Wieś Dąbrowa Mała, należąca do starostwa bydgoskiego, powstała w 1752 roku, kiedy otrzymała kontrakt osadniczy olęderski na 50 lat nadany przez wójta bydgoskiego Maurycego Brühla. Wieś w 1753 r. zamieszkiwało 4 gospodarzy, który uprawiali 3 włóki ziemi uprawnej. Osadnicy oprócz opłaty podatków (czynsz, pogłówne, hiberna, gajowe, młynowe), obowiązani byli wozić drewno do dworu oraz zaopatrywać się w piwo i gorzałkę z karczmy zamkowej. Wieś wzięła nazwę od pobliskiej, starszej wsi olęderskiej Dąbrowa (założonej około 1690 r.), którą odtąd nazywano Dąbrową Wielką. Inwentarz wójtostwa bydgoskiego z 1766 r. podaje, że we wsi znajdował się folwark, na którym mieszkało 2 gospodarzy (Paweł Rezon, Michał Bollke), oczynszowany rocznie na 278 złotych polskich. Ponadto za osobnym przywilejem wójta Maurycego Brühla z 1756 r. we wsi osadzono kolejnych 5 olędrów, którzy zobowiązani byli płacić rocznie 211 złotych. Nowi gospodarze posiadali 4 i ½ włók ziemi uprawnej. Z mapy topograficznej Friedricha von Schröttera (1798-1802) wynika, że wieś zajmowała wykarczowaną polanę w Puszczy Bydgoskiej na południe od Chrośnej i na zachód od Leszyc.

### Wiek XIX
Wieś rozrosła się wskutek napływu kolonistów niemieckich. Spis miejscowości rejencji bydgoskiej z 1833 r. podaje, że we wsi Dąbrowa Mała (niem. Klein Dombrowo) w powiecie bydgoskim mieszkało 149 osób (wszyscy ewangelicy) w 19 domach. Według opisu Jana Nepomucena Bobrowicza z 1846 r. wieś i folwark Dąbrowa Mała należały do rządowej domeny bydgoskiej. Kolejny spis z 1860 r. podaje, że we wsi mieszkało 144 osób (143 ewangelików, 1 katolik) w 23 domach. We wsi istniała szkoła elementarna. Pod koniec XIX wieku nazwę miejscowości zniemczono na Mittenwalde. Słownik geograficzny Królestwa Polskiego dla roku 1884 podaje, że Dąbrowa Mała (niem. Elsendorf) była wsią położoną na południowo-wschodnim krańcu powiatu bydgoskiego. Mieszkało tu 192 osób (190 ewangelików, 2 katolików) w 22 domach. Jak wynika z podziału wyznaniowego, przytłaczającą większość mieszkańców stanowili Niemcy.

### Wiek XX
W styczniu 1920 roku na mocy traktatu wersalskiego miejscowość znalazła się w granicach odrodzonej Polski. Przywrócono wówczas polską nazwę miejscowości Dąbrowa Mała. W okresie międzywojennym miejscowość wchodziła w skład powiatu bydgoskiego. Spis ludności z dnia 30 września 1921 r. wykazał, że wieś Dąbrowa Mała liczyła 164 mieszkańców (2 Polaków, 162 Niemców), którzy zamieszkiwali 34 domy. Była to obok Chrośny i Dąbrowy Wielkiej wieś o największym udziale Niemców w populacji. Do 1934 r. była gminą wiejską o powierzchni 247 ha. Istniało tu 24 gospodarstwa należące do mniejszości niemieckiej, które obejmowały łącznie 83% powierzchni wsi. Od 1934 r. wchodziła w skład gromady Chrośna w gminie Solec Kujawski.
Podczas okupacji niemieckiej wieś wchodziła w skład nowo utworzonej gminy Nowa Wieś Wielka, do czasu gdy gminę tę rozwiązano i wcielono do gminy Solec Kujawski. W 1941 r. miejscowość liczyła 148 mieszkańców.
W latach 1945–1954 wieś podobnie jak w latach 30. XX wieku wchodziła w skład gromady wiejskiej Chrośna, w gminie Solec Kujawski. Po reformie administracyjnej z 25 września 1954 r. miejscowość włączono do powiatu inowrocławskiego do nowo utworzonej gromady Rojewice. Od 1 stycznia 1973 r. wieś znajduje się w gminie Rojewo.